# Spis Bedre
Spis Bedre er et madmagasin, der specialiserer sig i nem og hurtig madlavning. 
Magasinet udgives af den danske mediekoncern Aller Media og udkommer en gang om måneden. I andet halvår er 2014 havde Spis Bedre et oplagstal på 10.953.
I 2016 fusionerede Spis Bedre med det andet madmagasin Mad! under navnet Spis Bedre. 
Iben Rouw er chefredaktør for bladet. 